# Society for Ecological Restoration
La Society for Ecological Restoration (SER), en français Société pour la restauration écologique, est une organisation de conservation de la nature basée aux États-Unis, soutenant une « communauté mondiale de professionnels de la restauration écologique qui comprend des chercheurs, des professionnels, des décideurs et des leaders communautaires ». 

## Historique
L'organisation a été fondée en 1988. La mission de l'organisation est : « avancer dans la science, la pratique et la politique de restauration écologique pour soutenir la biodiversité, améliorer la résilience dans un climat changeant et rétablir une relation écologiquement saine entre nature et culture ».
La SER produit des définitions et des normes pour la pratique de la restauration écologique, dont la Première Internationale de la SAR sur la Restauration Écologique (2004), les Normes Internationales pour la Pratique de Restauration Écologique (2016),,, et un programme de certification pour professionnels: Praticien Certifié de la Restauration Écologique.